# De geboorte van de daad
De geboorte van de daad is een artistiek kunstwerk in Amsterdam-Zuid.
Het vormt de helft van een viertal gestapelde beeldengroepen annex collages uit de periode 1921-1924 van Hildo Krop. In die periode verrezen aan de Jozef Israëlskade twee schoolgebouwen (een Hogere Burgerschool en een Handelsschool) die gescheiden werden door de Pieter Lodewijk Takstraat. De beide gebouwen werden gebouwd in de stijl van de Amsterdamse School; binnen die stijl werd symmetrie veelvuldig toegepast. De gebouwen zijn dan ook een spiegelbeeld van elkaar. Dit geldt deels ook voor de vier beelden van Krop. Beide gebouwen hebben aan de kade een middenrisaliet. Ter afsluiting en/of bekroning van de beide risalieten hakte Krop de vier beelden. De vier beelden zijn niet symmetrisch geplaatst op de gebouwen, maar wel op de risalieten. Daarbij is er slechts sprake van gedeeltelijke symmetrie; het ene beeld is het spiegelbeeld van het andere op hetzelfde risaliet. Op het linker gebouw staan zo twee versies van Menselijke energie; op het rechter gebouw twee van De geboorte van de daad.
Krop gaf de volgende stadia weer:
- Geboorte in een baby
- Zachtheid in een vrouwenhoofd
- Twijfel in man (geplaatst boven de baby) met gebogen hoofd door arm ondersteund
- Bezonnenheid in staande man met daarachter een mannenhoofd
- trapsgewijs nog mensfiguren
- Climax in het paard
- Geluk van de daad in de menner van het paard (de bovenste man).

Van het materiaal tufsteen is bekend dat het in de loop der jaren als gevolg van erosie uit elkaar brokkelt. Dit was ook het geval met deze vier beelden. Ze staan alle vier op de zuidelijke gevel, waardoor wind, regen en zon vrij spel hebben. Begin 21e eeuw waren de beelden dermate aangetast dat Ton Mooy opdracht kreeg de vier beelden te reconstrueren en er nieuwe versies van te maken. In zijn atelier hakte Mooy de vier nieuwe beelden uit in het veel hardere Beiers graniet.

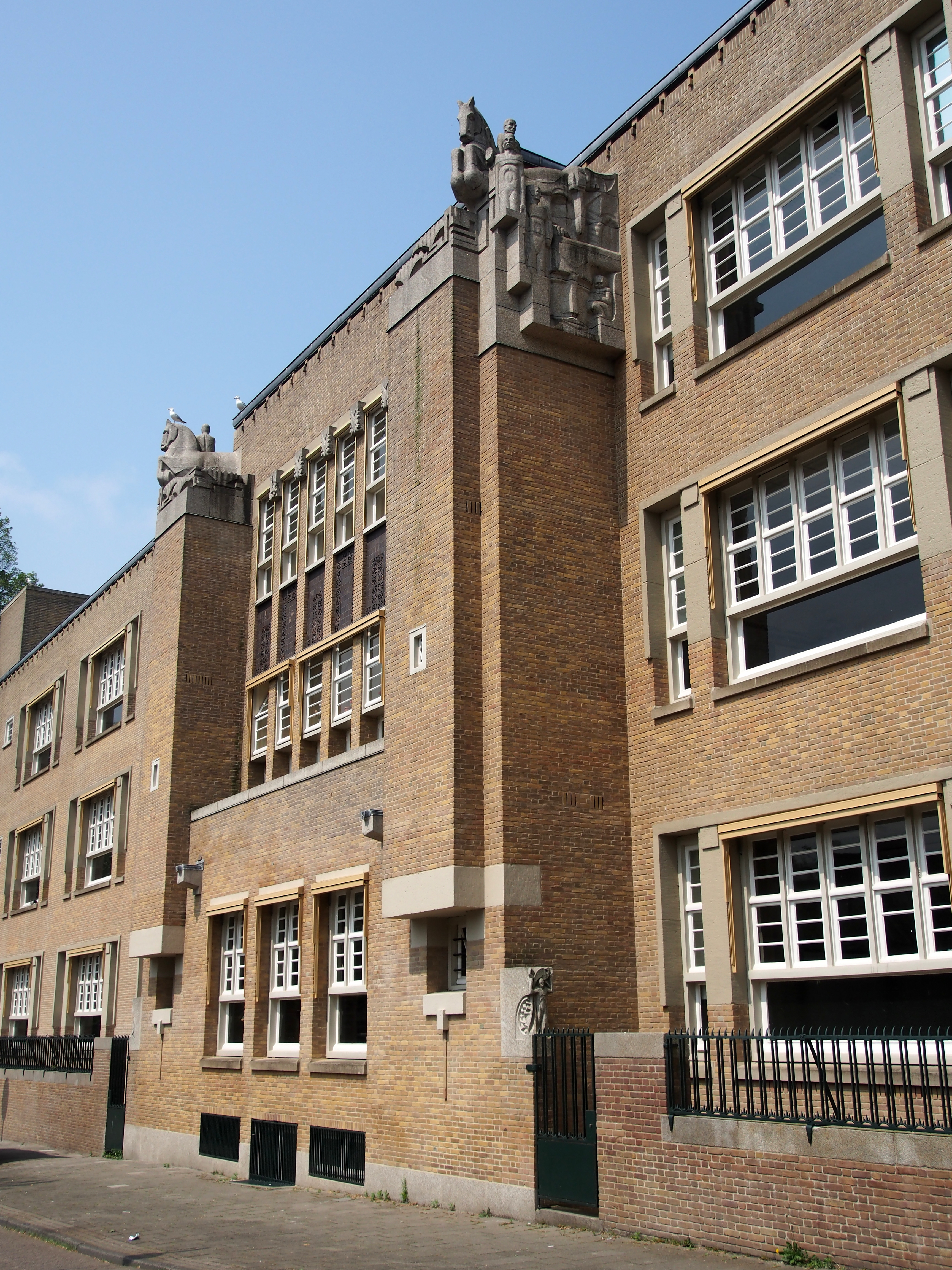
Beide exemplaren op het risaliet (mei 2016)